# Co Nag (sjö i Kina, lat 31,63, long 82,35)
Co Nag (kinesiska: Cuo Na, 错呐, 错呐错) är en sjö i Kina. Den ligger i den autonoma regionen Tibet, i den sydvästra delen av landet, omkring 870 kilometer väster om regionhuvudstaden Lhasa. Co Nag ligger 4 800 meter över havet. Arean är 53 kvadratkilometer. Den sträcker sig 14,9 kilometer i nord-sydlig riktning, och 8,0 kilometer i öst-västlig riktning.
Genomsnittlig årsnederbörd är 418 millimeter. Den regnigaste månaden är januari, med i genomsnitt 77 mm nederbörd, och den torraste är april, med 11 mm nederbörd.